# Perbál
Perbál es un pueblo húngaro perteneciente al distrito de Budakeszi, condado de Pest.

## Superficie
Cuenta con una superficie de 25,65 km².

## Demografía
Hasta 2024 la población era de 2118 habitantes, con una densidad de población de 82,57 hab/km².
| Gráfica de evolución demográfica de Perbál entre 2020 y 2024 |
|                                                              |
| Datos según la Oficina Central de Estadística de Hungría.    |